# Клишківська сільська рада
Клишківська сільська́ ра́да — колишній орган місцевого самоврядування в Шосткинському районі Сумської області. Адміністративний центр — село Клишки.

## Загальні відомості
- Населення ради: 2 594 особи (станом на 2001 рік)

## Населені пункти
Сільській раді були підпорядковані населені пункти:
- с. Клишки
- с. Великий Ліс
- с. Заболотне
- с. Київське
- с. Солотвине
- с. Холодівщина

## Склад ради
Рада складалася з 18 депутатів та голови.
- Голова ради: Прядка Борис Володимирович
- Секретар ради: Глушко Катерина Петрівна

### Керівний склад попередніх скликань
| Прізвище, ім'я, по батькові | Основні відомості                                                 | Дата обрання | Дата звільнення |
| --------------------------- | ----------------------------------------------------------------- | ------------ | --------------- |
| Прядка Борис Володимирович  | Сільський голова, 1952 року народження, освіта вища, безпартійний | 26.03.2006   | 31.10.2010      |
| Прядка Борис Володимирович  | Сільський голова, 1952 року народження, освіта вища               | 31.10.2010   |                 |

Примітка: таблиця складена за даними сайту Верховної Ради України

## Населення
Згідно з переписом УРСР 1989 року чисельність наявного населення сільської ради становила 3096 осіб, з яких 1296 чоловіків та 1800 жінок.
За переписом населення України 2001 року в сільській раді мешкала 2561 особа.

### Мова
Розподіл населення за рідною мовою за даними перепису 2001 року:
| Мова       | Відсоток |
| ---------- | -------- |
| українська | 95,57 %  |
| російська  | 4,24 %   |
| білоруська | 0,04 %   |
| молдовська | 0,04 %   |
| німецька   | 0,04 %   |